# 覆盆子酒

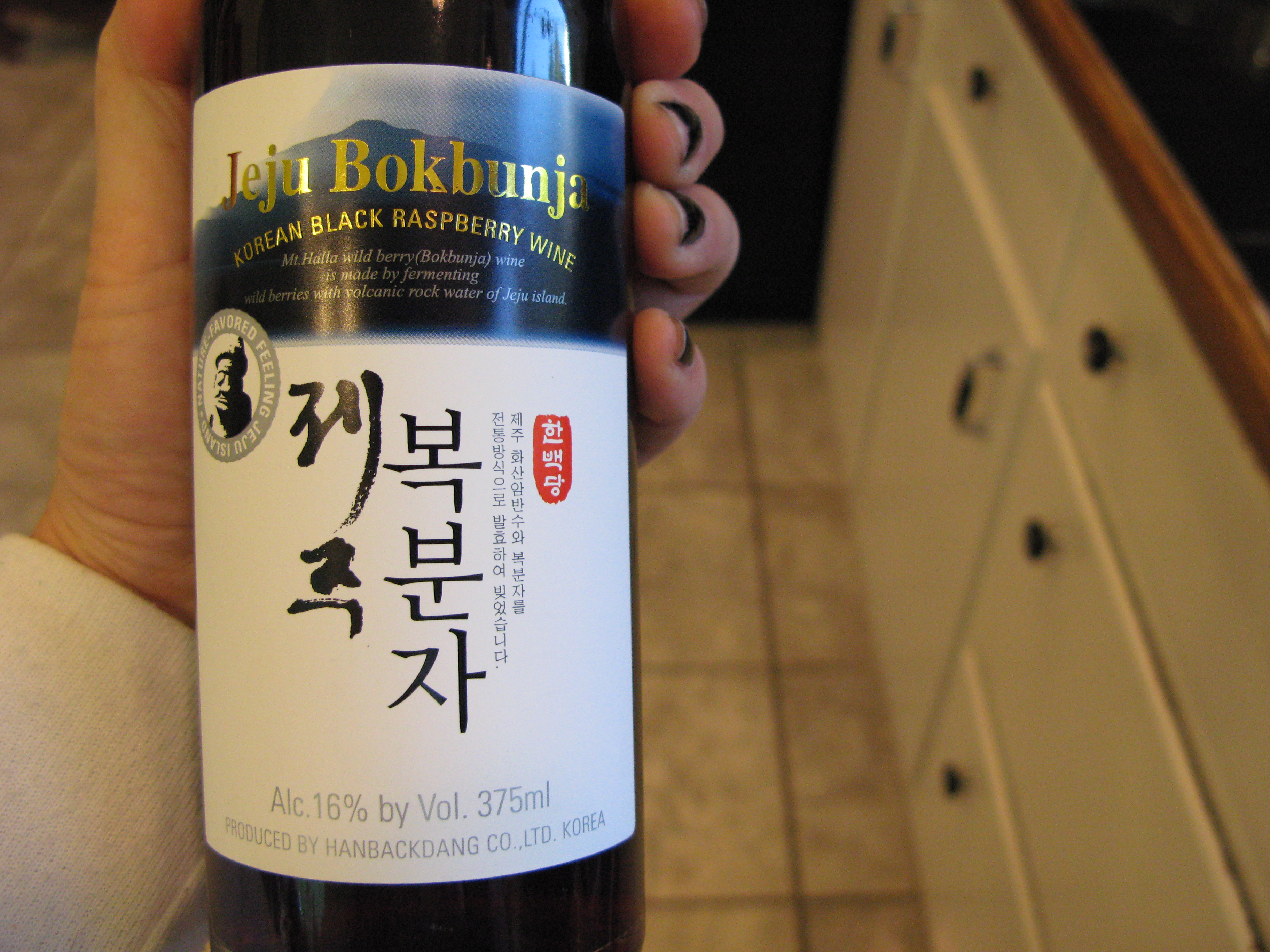
一瓶覆盆子酒

覆盆子酒（朝鮮語：복분자주）是朝鲜民族一種傳統水果酒，由高丽悬钩子（插田泡）發酵而成。色深紅，味微甜。酒精度在15%至19%之間。